# Mahmud II (Selgiuchide)
Mahmud II (1105 circa – 1131) è stato un sultano turco della dinastia selgiuchide attivo a Baghdad dal 1118 al 1131, succedendo al padre Muhammad I Tapar.
Al momento della successione, Mahmud aveva quattordici anni, e regnò sull'Iraq e la Persia.

## Biografia
Durante i primi anni del suo regno, il re Garshasp II, suo vassallo, era il favorito di suo padre Muhammad I, ma cadde in disgrazia. Le calunnie contro di lui si diffusero a corte e così perse la fiducia di Mahmud, che inviò una forza militare a Yazd dove Garshasp fu arrestato e imprigionato nel Jibal, mentre Yazd fu assegnata al coppiere reale.
Garshasp, tuttavia, riuscì a evadere e tornò a Yazd, dove chiese protezione al rivale di Mahmud, Ahmed Sanjar (la moglie di Garshasp era sorella di Ahmad). Garshasp esortò Ahmad a invadere i possedimenti di Mahmud in Asia Centrale, e gli fornì informazioni su come avrebbe dovuto marciare alla volta di quella regione, e le modalità di combattere Mahmud. Ahmad accettò i consigli e avanzò con un esercito verso Occidente nel 1119, dove con altri cinque Re sconfisse Mahmud a Saveh. Tra i sovrani che aiutarono Ahmad durante la battaglia si ricordano Garshasp II stesso, gli Emiri del Sistan e della Corasmia, e due re i cui nomi non sono ricordati. 
Dopo la vittoria, Ahmad restaurò il potere di Garshasp II.

## Famiglia

### Consorti
Mahmud II aveva cinque consorti note:
- Mah-i Mulk Maymun Khatun (1105 - 1122). Era sua cugina, figlia di Ahmed Sanjar. Vennero promessi nel 1116 e si sposarono nel 1119. Nel 1121, un incendio bruciò parte della ricchissima dote di Mah-i Mulk: quando lei morì l'anno seguente, suo padre chiese la restituzione della parte rimasta, ma gli venne negata. Avevano un figlio.
- Amira Sitti Khatun (? - 1129). Sorella di Mah-i Mulk, si sposarono nel 1124. Esercitò una grande influenza a corte e sostenne la carriera del visir Mazyadid Dubays bin Sadaqa. Avevano un figlio e una figlia.
- Ata Khatun. Lontana cugina di Mahmud in quanto figlia di Garshasp II, discendente di Chaghri Beg tramite sua figlia Arslan Khatun. Avevano un figlio.
- Fülane Khatun. Sconosciuta, morì a Aq Sunqur al-Bursuqi. Avevano un figlio.
- Zahida Khatun. Vedova di Atabeg Boz-Aba. Avevano un figlio.

### Figli
Mahmud II aveva almeno sei figli:
- Dawud (? - 1143) - con Mah-i Mulk Khatun. Sultano di Baghdad.
- Alp Arslan (? - dopo il 1146) - con Fülane Khatun. Governatore di Mosul.
- Malik Shah III (1128 - 1160) - con Amira Sitti Khatun. Sultano dei selgiuchidi.
- Muhammad II (1128 - 1159) - con Zahida Khatun. Sultano dei selgiuchidi.
- Farrukh Shah.
- Ala Ata Khan - con Ata Khatun.

### Figlie
Mahmud II aveva almeno quattro figlie:
- Gawhar Nasiba Khatun - con Amira Sitti Khatun.
- Turkan Khatun. Sposò Suleiman Shah, pronipote di Qavurt.
- Zinat Khatun.
- Zumurrud Khatun.